# Apseudes multilyratus
Apseudes multilyratus är en kräftdjursart som beskrevs av Roman 1980. Apseudes multilyratus ingår i släktet Apseudes och familjen Apseudidae. Inga underarter finns listade i Catalogue of Life.